# Medicago hypogaea
Medicago hypogaea là một loài thực vật có hoa trong họ Đậu. Loài này được E.Small miêu tả khoa học đầu tiên.